# Bakay Erzsébet
Bakay Erzsébet (Topolya, 1926. július 7. – Hatvan, 2017. október 30.) magyar textilművész, egyetemi tanár.

## Életpályája
Bakay Lajos és Ács Erzsébet házasságából született. A képzőművészet iránti szeretetet nagybátyja Ács József (1914–1990) festő ültette el benne. Családjával 1944-ben költözött Budapestre. 1948–1953 között a Magyar Iparművészeti Főiskola hallgatója volt Schubert Ernő, Rudnay Gyula és Ferenczy Noémi tanítványaként. 1953–1955 között a Kéziszövők HTSZ textiltervezőjeként működött. 1958–1960 között az Iparművészeti Vállalatnál volt textiltervező. 1960–1984 között a Magyar Iparművészeti Főiskolán tanított szakcsoportvezetői beosztásban. Számos kitűnő tanítványt nevelt, köztük Czeglédi Júlia, Landgráf Katalin, Kányási Holb Margit textiltervező iparművészeket. 1984 óta volt nyugalmazott egyetemi tanár, de továbbra is aktívan folytatta tevékenységét a hazai szövöttanyagok, elsősorban a népi iparművészeti termékek esztétikai színvonalának emeléséért .
Lakástextileket, szőnyegeket, gobelineket, kárpitokat, valamint városcímereket tervezett és szőtt.

## Kiállításai
- 1955, 1965 Budapest
- 1967 Kecskemét (Kocsis Bélával)
- 1979 Nyíregyháza
- 1980 Szentendre

## Művei
- Textil áruismeret (főiskolai tankönyv, 1965)
- Festékes szőnyegek műhelytitkai (jegyzet, 1995)
- Nép vászonszövés (Papp Lászlónéval, 1996)
- Kenderből, lenből készült textíliák (jegyzet, 1999)

## Díjai, kitüntetései
- VIT-díj (1955)
- SZOT-díj (1975)
- Király Zsiga-díj (1998)
- Életfa-díj (2003)